# Święty Bernardyn ze Sieny (obraz El Greca)
Święty Bernardyn ze Sieny – obraz hiszpańskiego malarza pochodzenia greckiego Dominikosa Theotokopulosa, znanego jako El Greco. Portret jest sygnowany: domènikos theotokópoulos epoíei.
Obraz został zamówiony do retabulum kaplicy Św. Bernarda w Toledo. El Greco wykonał go wspólnie ze swoim synem Jorge Manuelem. Postać św. Bernardyna została ukazana samotnie na tle wzburzonego nieba, utrzymanego w tonacji ciemnoniebieskiej, na którym rozbłyskują świetliste obłoki. Postać ujęta została z bardzo niskiej perspektywy, przez co ziemia ogranicza się do wąskiego pasa, na którym mieści się jedynie święty. Spod jego habitu wystaje bosa stopa. Po lewej stronie widać zarysy miasta Toledo, po prawej - trzy infuły namalowane z bardzo dużą dokładnością. Symbolizują one odrzucenie przez świętego propozycji objęcia 3 biskupstw.      
Bernard ukazany został z bardzo małą głową w kształcie trójkąta zakończoną wąską bródką. Szczególnie zaznaczone zostało tzw. jabłko Adama oraz wystające kości policzkowe.  Spod wysokiego czoła spoglądają smutne, głęboko osadzone oczy.    
Obraz został obudowany ramą zaprojektowaną przez syna El Greca, Jorge Manuela. Rama miała silnie wklęsły łuk, dwie kolumny o pseudojońskich kapitelach oraz lekką tabulaturę i fronton. Po zlikwidowaniu kolegium obraz został przekazany do Museo del Greco, a rama trafiła do klasztoru Św. Izabeli de los Reyes.